# Свецарица
Икона Мати Божије „Свецарица" је грчка православна икона. 

#### Молитва икони Свецарици
О, Свеблага чудесна Богородице, Свецарице!
Нисам достојан да уђеш под кров мој!
Али као милостивог Бога љубоблагоутробна Мајко, кажи реч
да буде исцељена душа моја и да буде оснажено немоћно тело моје.
Јер ти имаш моћ непобедиву
и ни једна молба теби није узалудна, о, Свецарице!
Зато се помоли и заузми за мене да бих прославио преславно име Твоје свагда,
сада и увек и у векове векова. Амин.